# Kasteel Rijvissche

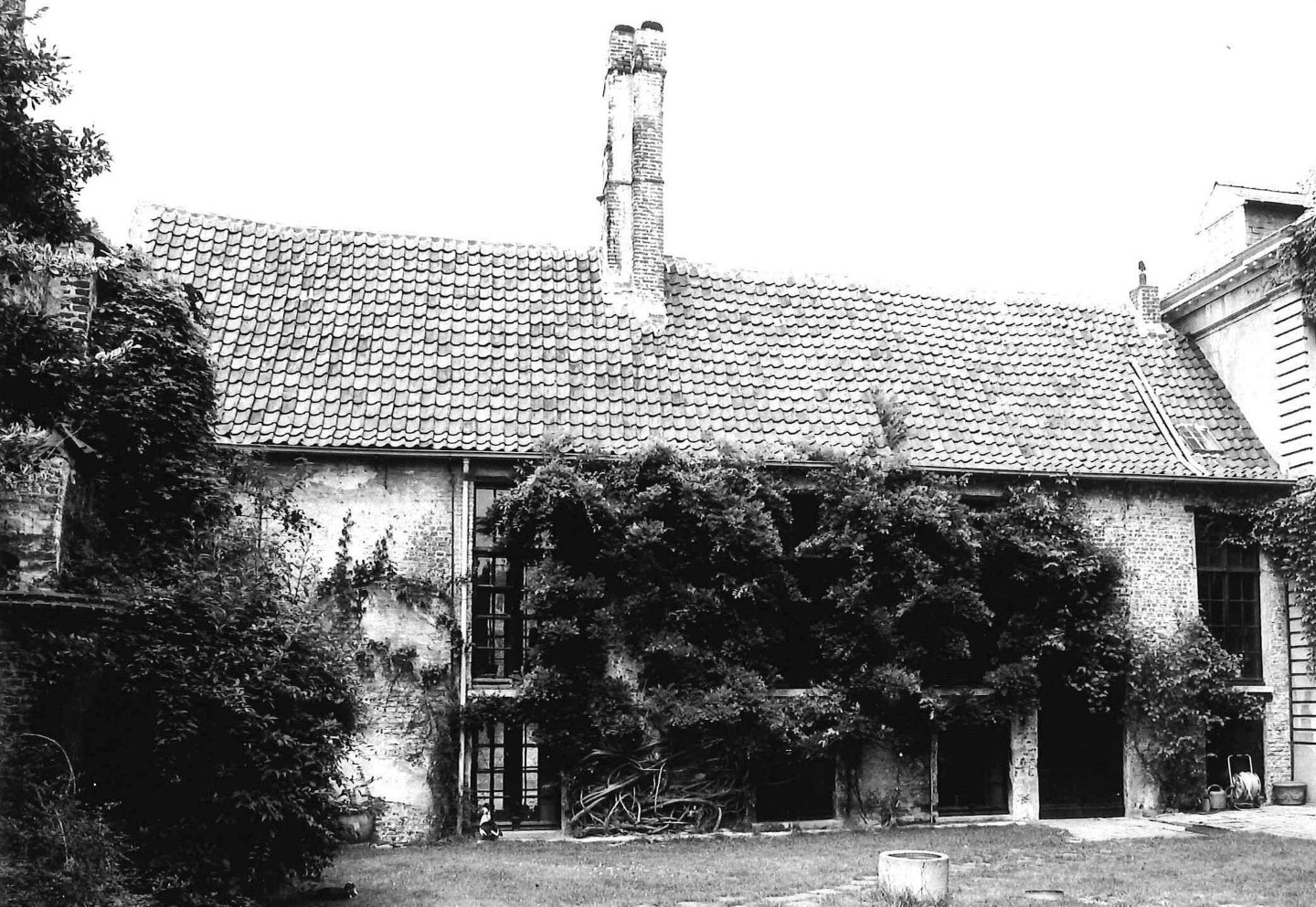
De 16e-eeuwse woonvleugel

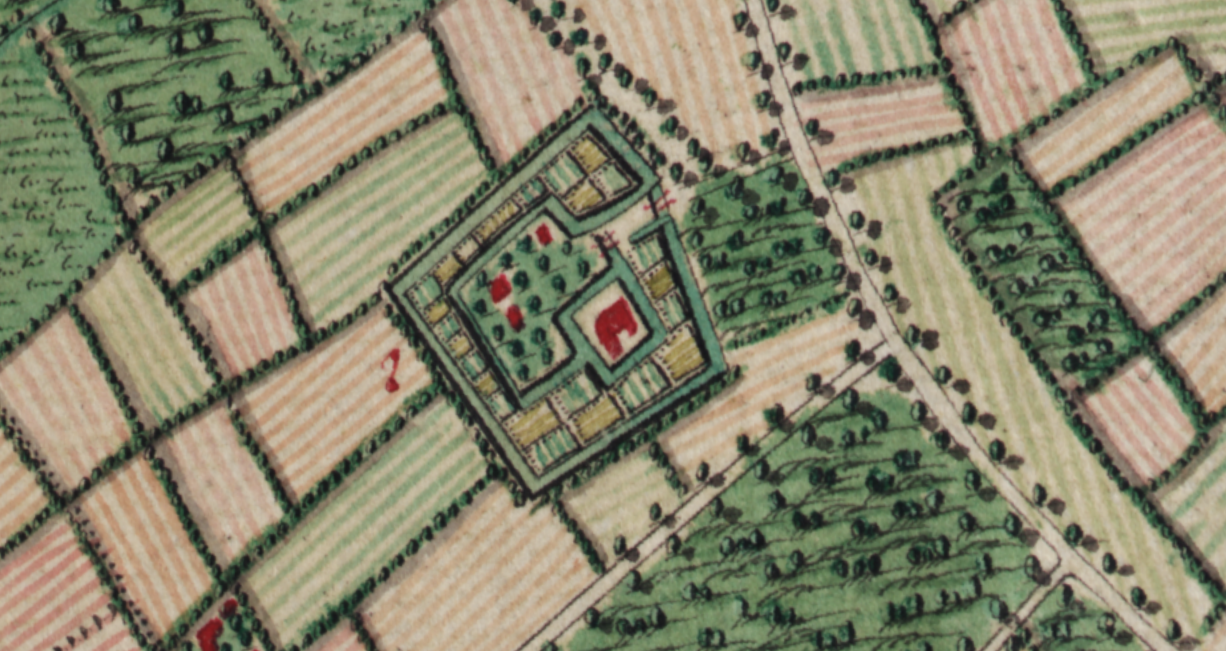
Rijvissche op de Ferrariskaart

Kasteel Rijvissche is een waterkasteel in Zwijnaarde, deelgemeente van Gent, ten zuiden van de stad.

## Geschiedenis
Het kasteel kreeg zijn naam van de Gentse familie Rijvissche, eigenaars van het kasteel van de 12e tot de 14e eeuw. Het hoorde toe aan de Gentse Sint-Pietersabdij en bleek in die tijd een indrukwekkende vesting te zijn geweest. In de 16e eeuw was het eigendom van de Gentse familie Van der Sickelen en van 1564 tot de 18e eeuw van de familie Rockelfing. Maurice Maeterlinck verbleef er regelmatig toen zijn grootmoeder het kasteel bewoonde. Het kasteeldomein werd in 1934 onder de erfgenamen verdeeld.

## Beschrijving
Het waterslot met dubbele omgrachting maakte deel uit van de verdedigingsgordel rond Gent. Van die vesting is het grootste deel bewaard, namelijk de 14e-/15e-eeuwse toegangspoort en vestingswallen. Er is nog een dubbele vierkante grachtengordel met een vermoedelijk 18e-eeuwse brug met drie bogen erover. Het kasteel werd later omgevormd tot een voorname residentie. De westelijke zijde van het kasteel behield het best zijn middeleeuws karakter. De noordelijke woonvleugel is 16e-eeuws en het L-vormige gebouw aan de oostzijde is 18e-eeuws, maar kreeg in de 19e eeuw zijn classicistische uiterlijk. De zuidelijke zijde is onbebouwd en hier zijn nog sporen van de vroegere verdedigingsmuur.
Het interieur heeft nog gave 18e-eeuwse elementen, waaronder stucplafonds.